# Henry Armstrong
Henry Jackson Jr. (Columbus (Mississippi), 12 december 1912 – Los Angeles, 24 oktober 1988) was een Amerikaans bokser die vocht onder de naam Henry Armstrong. Hij wordt door veel critici van de sport erkend als een van de beste boksers aller tijden.
Armstrong maakt deel uit van een selecte groep boksers die gelijktijdig wereldtitels en wedstrijden hebben gewonnen in drie of meer verschillende gewichtsklassen (vedergewicht, lichtgewicht en weltergewicht). Hij verdedigde zijn weltergewicht-titel negentien keer.
In 1937 werd hij door het tijdschrift The Ring benoemd tot Fighter of the Year. In 2007 werd hij door The Ring benoemd tot de op een na beste vechter van de afgelopen 80 jaar. 